# Stygobromus behningi
Stygobromus behningi is een vlokreeftensoort uit de familie van de Crangonyctidae. De wetenschappelijke naam van de soort is voor het eerst geldig gepubliceerd in 1948 door Birstein.